# Angie (film, 1994)
Pour les articles homonymes, voir Angie.
Pour plus de détails, voir Fiche technique et Distribution.
Angie est un film américain réalisé par Martha Coolidge, sorti en 1994.

## Synopsis
Angie vit depuis longtemps dans un quartier populaire de Brooklyn et rêve d'une vie meilleure. Après avoir appris qu'elle attendait un enfant de son ancien ami, Vinnie, elle décide de garder l'enfant et de l'élever seule.
Le quartier s'anime pour aider Angie dans ses futures responsabilités. Un jour, dans un musée, elle rencontre Noel, qui lui fait découvrir un monde nouveau d'art et de culture. Mais les choses se compliquent au moment de l'accouchement..

## Fiche technique
- Titre original : Angie
- Réalisation : Martha Coolidge
- Scénario : Todd Graff
- Production : Larry Brezner, Patrick Mc Cormick
- Société de production : Caravan Pictures
- Musique : Jerry Goldsmith
- Photographie : Johnny E. Jensen
- Montage : Steven Cohen
- Pays d'origine : États-Unis
- Genre : comédie dramatique
- Durée : 107 minutes
- Dates de sortie :
  - États-Unis : 4 mars 1994
  - France : 17 août 1994

## Distribution
- Geena Davis (VF : Annie Le Youdec) : Angie
- Stephen Rea (VF : Lionel Henry) : Noël
- James Gandolfini (VF : Gabriel Le Doze) : Vinnie
- Aida Turturro : Tina
- Philip Bosco : Frank Scacciapensieri
- Jenny O'Hara : Kathy
- Michael Rispoli : Jerry
- Betty Miller : Joanne
- Susan Jaffe : Ballerina
- Jeremy Collins : Lover
- Robert Conn : Death
- Ray Xifo : Dr. Gould
- Rosemary De Angelis : Tante Vicky
- Rae Allen : Tante Violetta
- Ida Bernardini : Tante Louisa
- Frank Pellegrino (en) : Oncle Marty
- Michael Laskin : Surgeon
- Jean Marie Barnwell :  Angie jeune
- Elaine Kagan : Tante Jean
- Olga Merediz : Roz
- Marylouise Burke : Fern
- Mike Jefferson : Tony
- Marin Hinkle : Joanne jeune
- Nancy Giles : Bedside Nurse
- Antoinette Peragine : Circulating Nurse
- Charlayne Woodard : Floor Nurse
- Adam LeFevre : Le gardien du musée
- Michael Goldfinger : Le directeur
- Joanne Baron : ICU Nurse #1
- April Grace : ICU Nurse #2
- Vernee Watson-Johnson : ICU Desk Nurse
- Bibi Osterwald : Dr. Gould's Nurse
- Robbie Wenger : Le garçon dans le parc
- Matt Hofherr : Le serveur
- Louis Gigante : Priest
- Joanna Sanchez : Admissions Nurse #1
- Margaret Cho : Admissions Nurse #2
- Anthony Baracco : Le fils de Tina #1
- Leonard Spinelli : Le fils de Tina #2
- John Toles-Bey : Le garde de l'hôpital
- Eileen Davis : Cranky Labor Nurse
- Roseanne Tucci : Bernadette
- Maria Venusio : Denise
- Marie Coluccio : Nicole
- Lauren Cona : Donna
- Marya Delia Javier : Alba
- Diane DiLascio : Lori
- Dawn Hudson : La femme dans le bus
- James Plair : Le chauffeur du bus
- Simone Study : Femme au bar
- Ron Michaels : Mécanicien #1
- Tony Ray Rossi : Mécanicien #2
- Sharon Claveau : Femme à la fenêtre

 Source et légende : version française (VF) sur RS Doublage